# Deutsche Gesellschaft für Wundheilung und Wundbehandlung
Die Deutsche Gesellschaft für Wundheilung und Wundbehandlung e. V. (DGfW) ist eine interdisziplinäre wissenschaftliche Fachgesellschaft auf dem Gebiet der Wundheilung und Wundbehandlung in Deutschland. Zweck ist die Förderung von Forschung und interdisziplinärem Wissensaustausch im Fachgebiet. Ein besonderes Anliegen ist hierbei die Verbesserung der interprofessionellen Zusammenarbeit von Pflegenden, Ärzten und nichtärztlichen Therapeuten im Fachgebiet. Weiterhin tritt die DGfW für eine verbesserte Verzahnung von ambulanter und stationärer Therapie ein. Die DGfW wurde 1994 in Wiesbaden gegründet. Seit 2002 ist der Gesellschaftssitz in Gießen.

## Organisation
Der Vorstand der DGfW besteht aus dem Präsidenten, den Vizepräsidenten Medizin und Pflege, dem Schatzmeister, dem Beauftragten für Forschung und Kommunikation, dem Fachvorstand für nichtärztliche Heilberufe sowie dem Fachvorstand für niedergelassene Ärzte.

## Mitgliedschaften
Die DGfW ist Mitglied der Arbeitsgemeinschaft der Wissenschaftlichen Medizinischen Fachgesellschaften (AWMF). Auf internationaler Ebene ist sie Mitglied der European Wound Management Association (EWMA).

## Partnerschaften
Die DGfW arbeitet mit folgenden Organisationen und Fachgesellschaften partnerschaftlich zusammen:
- Arbeitgeber- und Berufsverband Privater Pflege (ABVP)
- Deutsche Dermatologische Gesellschaft (DDG)
- Deutsche Gesellschaft für Gefäßchirurgie und Gefäßmedizin (DGG)
- Akademie für zertifiziertes Wundmanagement
- Austrian Wound Association (AWA)
- Deutsche Gesellschaft für Chirurgie (DGCH)
- Deutscher Pflegerat (DPR)
- Fachgesellschaft Stoma, Kontinenz und Wunde (FgSKW)
- Suisse Association for Wound Care (SAfW)

## Arbeitsgruppen
Es gibt folgende Arbeitsgruppen:
- AG Zertifizierung
- AG AWMF-Leitlinien
- AG Wundkompetenzzentren
- AG Wunddokumentation

## Publikationen und Tätigkeiten
Publikationsorgan ist das Fachjournal Zeitschrift für Wundheilung. Die Zeitschrift ist zusätzlich offizielles Publikationsorgan der Austrian Wound Association (AWA) und der Swiss Association for Wound care (SafW).
Die DGfW führt Seminare, Veranstaltungen zur Aus-, Fort- und Weiterbildung und Tagungen durch. Seit 1997 wird ein jährlicher nationaler Kongress durchgeführt und die Ausrichtung regionaler Seminare unterstützt. 
Sie wirkt an Maßnahmen zur Qualitätssicherung mit und entwickelt in Zusammenarbeit mit anderen Fachgesellschaften Standards und Leitlinien für die Wundheilung und Wundbehandlung. Die Vernetzung von ärztlichem und pflegerischem Bereich sowie zwischen Nachbarfächern und nationalen und internationalen Fachgesellschaften, Berufsverbänden und Organisationen gehört ebenfalls zu ihren Aufgaben. Ein weiterer Schwerpunkt liegt in der Förderung von Forschung im Fachgebiet und dem Transfer von neu gewonnenen Erkenntnissen in die Praxis. Die DGfW vertritt das Fachgebiet nach außen gegenüber Organisationen, Behörden und anderen Institutionen.

## Preise
Die DGfW vergibt im Rahmen ihrer Jahrestagung mehrere wissenschaftliche Preise, unter anderem den Viktor-von-Bruns-Preis für herausragende Arbeiten im Bereich der Grundlagenforschung über Wundheilung und Wundbehandlung sowie den Agathe-Streicher-Preis für herausragende Arbeiten im Bereich der Pflegewissenschaft und Pflegepraxis im Fachgebiet.